# 104-es busz (Budapest)
A budapesti 104-es jelzésű autóbusz a Rákospalota, Kossuth utca és a Dunakeszi, Auchan áruház között közlekedik. A vonalat az ArrivaBus üzemelteti.
Ünnepnapokon, illetve kora reggel és este Dunakeszi, Auchan áruházat nem érinti, helyette 104A jelzéssel Székesdűlő, ipartelep megállóhelyig közlekedik!

## Története
1985. június 1-jén indult el 104-es jelzéssel Rákospalota, Kossuth utca és a Petőfi laktanya között a korábbi 10-es villamos helyett. Ez év október 7-étől Rákospalota, Kossuth utca és Székesdűlő között járt, 104A jelzéssel pedig Rákospalota, Kossuth utca és a Petőfi laktanya között közlekedett betétjárata.
1990. július 1-jétől a 104A busz Rákospalota, Kossuth utca és Megyer, Vízművek lakótelep között közlekedett, majd 1996. július 1-jétől a 104-es busz Rákospalota, Kossuth utca és Megyer, Vízművek lakótelep között közlekedett, a 104A busz megszűnt.
2003. január 1-jétől a 104-es busz ismét a Székesdűlőig, majd februártól már Székesdűlő, ipartelepig járt. Márciustól meghosszabbították a Dunakeszi, Auchan áruházig.
2008. szeptember 6-ától a 104A jelzést kapta a 104-es Székesdűlőig közlekedő betétjárata, majd október 1-jén indult el a 204-es busz Békásmegyer HÉV-állomás és Rákospalota, Kossuth utca között. Útvonala az indulása előtt egy nappal átadott Megyeri hídon vezet.

## Útvonala
| Dunakeszi, Auchan áruház felé |
| Rákospalota, Kossuth utca vá. – Énekes utca – Kossuth utca – Régi Fóti út – Kazinczy utca – Fő út – Bácska utca – Hubay Jenő tér – felüljáró – Árpád út – Váci út – Vízművek lakótelep – Váci út – Ezred utca – Váci út – – Dunakeszi, Pallag utca – Nádas utca – Dunakeszi, Auchan áruház vá. |
| Rákospalota, Kossuth utca felé |
| Dunakeszi, Auchan áruház vá. – Nádas utca – Pallag utca – – Budapest, Váci út – Vízművek lakótelep – Váci út – Árpád út – felüljáró – Hubay Jenő tér – Bácska utca – Fő út – Csobogós utca – Rákospalota, Kossuth utca vá.                                                                     |

## Megállóhelyei
Az átszállási kapcsolatok között a 104A jelzésű betétjárat nincsen feltüntetve, amely Rákospalota, Kossuth utca és Székesdűlő, ipartelep között közlekedik.
| 0  | Rákospalota, Kossuth utca végállomás | 36 | 12 5, 125, 170, 204, 231, 231B, 270 |
| 1  | Kossuth utca, lakótelep              | ∫  | 5, 204, 231, 231B 308, 309, 310, 313, 314, 315, 316, 318, 319, 320, 321 |
| 2  | Juhos utca                           | ∫  | 5, 204, 231, 231B 308, 309, 310, 313, 314, 315, 316, 318, 319, 320, 321 |
| 3  | Széchenyi tér                        | 34 | 125, 170, 204, 231, 231B 308, 309, 310, 313, 314, 315, 316, 318, 319, 320, 321 |
| 5  | Hubay Jenő tér                       | 33 | 25, 96, 124, 125, 170, 196, 196A, 204, 225, 296, 296A |
| 7  | Víztorony                            | 30 | 25, 121, 170, 196, 196A, 204, 270 |
| 7  | Árpád Kórház                         | 29 | 25, 170, 196, 196A, 204, 270 308, 309, 310, 313, 314, 315, 316, 318, 319, 320, 321 |
| 9  | Árpád üzletház                       | 28 | 20E, 25, 120, 170, 196, 196A, 204, 220, 270 |
| 10 | Erzsébet utca                        | 27 | 25, 120, 170, 204, 220, 270 |
| 11 | Újpest-központ M                     | 26 | 12, 14 25, 30, 30A, 120, 147, 170, 196, 196A, 204, 220, 230, 270 308, 309, 310, 313, 314, 315, 316, 318, 319, 320, 321                                                                             |
| 13 | Újpest-városkapu M                   | 24 | 121, 196, 196A, 204 300, 302, 303, 305, 308, 309, 310, 312, 313, 314, 315, 316, 318, 319, 320, 321, 872, 880, 882, 883, 884, 889, 890, 893 1010, 1011, 1013, 1014 S72 Z72 S76 (Újpest megállóhely) |
| ∫  | Árpád út                             | 23 | 204 |
| 14 | Újpest, Árpád út hajóállomás         | 21 | 196, 204 |
| 15 | Károlyi István utca                  | 21 | 196, 204 300, 301, 302, 303, 305, 306, 308, 309, 310, 311, 312 |
| 16 | Zsilip utca                          | 20 | 196, 204 300, 301, 302, 303, 305, 306, 308, 309, 310, 311, 312 |
| 18 | Tímár utca                           | 18 | 196, 204 |
| 19 | Tungsram                             | 17 | 96, 204 300, 301, 302, 303, 305, 306, 308, 309, 310, 311, 312, 872, 880, 882, 883, 884, 889, 890, 893                                                                                              |
| 20 | Béla utca                            | 16 | 96, 204 |
| 21 | Fóti út                              | 14 | 96, 204 300, 301, 302, 303, 305, 306, 308, 309, 310, 311, 312, 872, 880, 882, 883, 884, 889, 890, 893                                                                                              |
| ∫  | Rév utca                             | 14 | 204 |
| 22 | Ungvári utca                         | 13 | 204 300, 301, 302, 303, 305, 306, 308, 309, 310, 311, 312 |
| 24 | Bagaria utca                         | 12 | 204 300, 301, 302, 303, 305, 306, 308, 309, 310, 311, 312 |
| 26 | Vízművek lakótelep                   | 10 | |
| 26 | Vízművek                             | 9  | 300, 301, 302, 303, 308, 309, 310, 311 |
| 28 | Ezred utca                           | 7  | |
| 29 | Európa Center                        | ∫  | |
| 30 | Ezred utca, lakótelep                | ∫  | |
| 31 | Székesdűlő                           | 6  | 300, 301, 302, 303, 308, 309, 310, 311 |
| 33 | Székesdűlő, ipartelep                | 5  | 300, 301, 302, 303, 308, 309, 310, 311 |
| 38 | Dunakeszi, Auchan áruház végállomás  | 0  | 126 305, 306 |